# Meine Schwester Charlie
Meine Schwester Charlie (Originaltitel: Good Luck Charlie) ist eine US-amerikanische Sitcom der Walt Disney Company mit Bridgit Mendler in der Hauptrolle. Die Serie wurde zwischen 2010 und 2014 für den Fernsehsender Disney Channel produziert. Die erste Staffel lief am 4. April 2010 auf dem amerikanischen Disney Channel an. Die erste Folge wurde von 4,7 Millionen US-Zuschauern gesehen und ist nach Hannah Montana und Zack & Cody an Bord eine der erfolgreichsten Premieren.
In Deutschland wurde die erste Folge am 7. Mai 2010 auf dem Disney Channel als Premiere gezeigt. Die regelmäßige Ausstrahlung war ab dem 22. November 2010 zu sehen. Ab dem 2. April 2011 strahlte auch Super RTL die Serie aus. Am 12. Juli 2010 wurde eine zweite Staffel zusammen mit einem Disney Channel Original Movie angekündigt. Die Produktion der zweiten Staffel begann im August 2010 und wird seit dem 20. Februar 2011 auf dem amerikanischen Disney Channel ausgestrahlt. Der Film wird seit März 2011 produziert und die Erstausstrahlung in Amerika im Dezember 2011 geplant. Zudem wurde das einseitige Crossover zwischen den beiden Disney-Channel-Serien Shake It Up – Tanzen ist alles und Meine Schwester Charlie am 5. Juli 2011 unter dem Namen Charlie Shakes It Up ausgestrahlt. Im August 2011 wurde die Produktion einer dritten Staffel bekannt gegeben, deren Premiere am 6. Mai 2012 stattfand. Im Film wurde bekannt gegeben, dass die Duncans während der dritten Staffel noch ein Baby bekommen werden. Am 12. Juli 2012 wurde die Serie vom Disney Channel um eine vierte Staffel verlängert, die wie im Juni 2013 bekannt wurde, zugleich die letzte Staffel der Serie darstellt. Die Serie endete mit der 100. Episode am 16. Februar 2014.

## Handlung
In der Serie geht es um das chaotische Familienleben der Duncans. Da beide Eltern arbeiten, müssen Teddy, PJ und Gabe oft auf ihre kleine Schwester Charlie aufpassen. Die Ereignisse jeder Folge werden in dem Videotagebuch von Teddy festgehalten. Sie hofft, Charlie damit im Teenager-Alter helfen zu können.

## Figuren

### Hauptfiguren

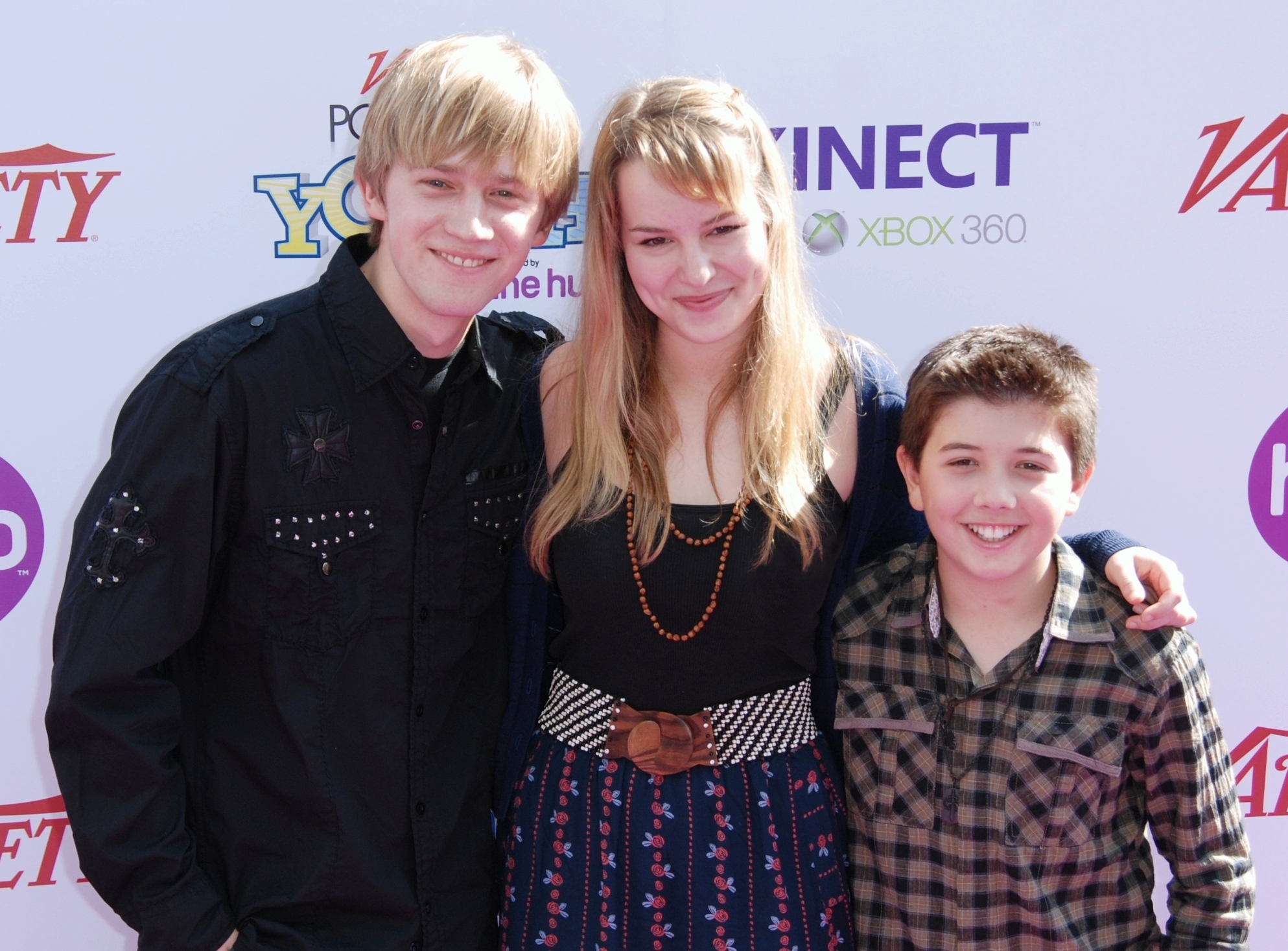
Jason Dolley, Bridgit Mendler und Bradley Steven Perry spielen PJ, Teddy und Gabe Duncan

#### Theodora Rebecca „Teddy“ Duncan
Sie ist Charlies ältere und einzige Schwester. Sie ist ein fürsorglicher, aufdringlicher und intelligenter Teenager und das zweitälteste Kind, nach PJ und vor Gabe. Sie ist zu Beginn der Serie 15 Jahre alt. Da sie das Gefühl hat, dass sie nicht dabei sein wird, wenn ihre Schwester Charlie erwachsen wird, nimmt sie Video-Tagebücher auf, in der Hoffnung, dass ihre Ratschläge Charlie im Teenager-Leben helfen werden. Am Ende von jedem Video wünscht sie ihrer Schwester: Viel Glück, Charlie. Sie streitet sich manchmal mit ihrem größeren Bruder PJ, worüber sie allerdings nicht sehr glücklich ist. Sie ist auch eine sehr gute Schülerin und möchte immer die besten Noten haben. Außerdem möchte sie ihren Eltern etwas Gutes tun, vor allem indem sie auf Charlie aufpasst. Sie war in einer Beziehung mit Spencer, von dem sie sich allerdings am Ende der dritten Staffel trennte. In der vierten Staffel kommt sie mit Beau zusammen, sie trennen sich aber dann wieder, weil Beau zurück nach Tennessee zieht. Am Ende der vierten Staffel kommt sie wieder mit Spencer zusammen und geht auf die Yale University.

#### Patrick John „PJ“ Duncan
Er ist der älteste der Duncan-Geschwister, vor Teddy, und ist zu Beginn der Serie 17 Jahre alt. Bis zu seinem 18. Geburtstag heißt er (in der deutschen Synchronisation) aufgrund eines Fehlers seines Vaters offiziell Pizza John. Im Original heißt er bis zu seinem 18. Geburtstag offiziell Potty John und nicht wie ursprünglich geplant und von PJ angenommen Patty John wie sein Urgroßvater (dabei ist Patty der Spitzname für Patrick). Zu seinem 18. Geburtstag wird die Geburtsurkunde geändert, wobei der Name erneut falsch eingetragen wird. So wird er nicht in PJ, sondern in PP (gesprochen wie Pipi) umbenannt. Er streitet sich manchmal mit Teddy und versteht sich gewöhnlich gut mit seinem jüngeren Bruder, Gabe. PJ ist nicht der Hellste. Er hat eine Schwäche für Cheerleader und ist später zeitweilig mit Teddys Freundin Skyler zusammen. Zusammen mit seinem besten Freund Emmett spielt er in einer Band. PJ kann sehr gut kochen, und deswegen geht er auch auf eine Kochschule, nachdem er das College abgebrochen hat.

#### Gabriel „Gabe“ Duncan
Er ist der jüngere Bruder von Teddy und PJ und der ältere Bruder von Charlie und Toby. Er ist zu Beginn der Serie zehn Jahre alt und ist als Unruhestifter, sarkastischer und fauler Mensch bekannt. Er kann aber auch pflichtbewusst und entschlossen sein. Zudem ist er zu Beginn der Serie nicht glücklich über Charlies Geburt, da er nun nicht mehr die Aufmerksamkeit bekommt, die er früher als jüngstes Kind erhalten hat. Er ist für sein noch junges Alter ausgesprochen schlau und hinterhältig. Gabe versucht oft und schnell an Geld zu kommen, was ihm meist besser gelingt als seinem Bruder PJ.

#### Charlotte „Charlie“ Duncan
Sie ist die Titelfigur. Zu Beginn der Serie ist sie neun Monate alt. Sie ist meist glücklich und selten traurig. Sie ist sehr eng mit ihrer großen Schwester, Teddy, verbunden. Sie besucht auch den Kindergarten.

#### Amy B. Duncan, geb. Blankenhooper
Sie ist die Mutter von PJ, Teddy, Gabe, Charlie, Toby und die Ehefrau von Bob. Sie arbeitet als Krankenpflegerin in einem Krankenhaus. Sie ist leicht zu reizen und ergreift jede Möglichkeit, im Rampenlicht zu stehen. Sie tanzt und singt gern, aber sie kann nicht kochen und ihr fällt es schwer, bei anderen um Entschuldigung zu bitten.

#### Bob William Duncan
Er ist der Vater von PJ, Teddy, Gabe, Charlie, Toby und der Ehemann von Amy. Bob besitzt ein eigenes Unternehmen „Bob’s Bugs Be Gone“. Er arbeitet dort als Kammerjäger. In einer späteren Folge schreibt PJ den Titelsong für eine Werbung, die von Bob gemacht wurde. Er isst sehr gern. Wegen seines Übergewichts machen seine Kinder oft Witze über ihn.

### Nebenfiguren
Toby Duncan
Er ist das neuste und jüngste Familienmitglied der Duncans. Er wurde während der dritten Staffel am selben Datum wie Charlie in einem Speiseeis-Verkaufswagen geboren. Gabe hatte die Idee für den Namen und nimmt für Toby Video-Tagebücher nach dem Vorbild seiner Schwester auf.
Estelle Dabney
Sie ist die Nachbarin der Duncans und hat eine Katze. Sie bekommt oft Streiche von Gabe gespielt. Sie wird meist nur Mrs. Dabney genannt.
Spencer Walsh
Er ist zeitweise der Freund von Teddy und spielt im Schul-Basketball-Team. Aber irgendwann trennte sie sich von ihm. Am Ende der vierten Staffel kommen sie jedoch wieder zusammen.
Ivy Renee Wentz
Sie ist Teddys beste Freundin und interessiert sich für Mode und Jungs. Sie ist zeitweise mit Emmett und mit Raymon „RayRay“ zusammen.
Emmett
Er ist PJs bester Freund. Er steht auf Teddy und versucht dauernd, an sie heranzukommen. Mit PJ zusammen spielt er in einer Band. Emmett ist chaotisch, wohnt später aber trotzdem mit PJ zusammen in einer WG.
Beau Landry
Er kommt aus Tennessee und ist Kammerjäger. Er arbeitet bei Bob in der Firma. Teddy und er sind zeitweise ein Paar, doch dann muss er wieder zurück nach Tennessee.
Lauren Dabney
Sie ist die Enkelin von Mrs. Dabney und mit Gabe zusammen, die beiden trennen sich wegen eines Missverständnisses, welches von Teddy verursacht wurde kurzzeitig.
Skyler
Sie ist PJ´s  Freundin, sie trennt sich jedoch von ihm, als sie nach New York zieht, später kommen die beiden aber wieder zusammen. Anfangs hat Spencer Teddy mit Skyler betrogen.
Jo Keener
Jo ist eine Freundin von Gabe, wobei sie ihn anfangs häufig gemobbt oder geschlagen hat.
Jake
Jake ist ein guter Freund von Gabe, die beiden machen häufig unerlaubte Dinge.
Karen
Karen war Amy´s Chefin im Krankenhaus, die beiden haben sich jedoch gar nicht verstanden. Später spielt Amy ihr eine Schein-Freundschaft vor um ein teures Geschenk von ihr zu ihrer Babyparty zu bekommen. Außerdem ist sie die Tante von Teddys späteren Freund Beau.
Debbie Dooley
Debbie ist eine Nachbarin der Duncans. Amy und Debbie führen häufig einen Konkurrenzkampf um kleine Dinge. Amy mag sie nicht sehr gerne, besonders ihre schrille Stimme, aber ihre gebackenen Kekse sind sehr beliebt

## Besetzung und Synchronisation
Die deutsche Synchronisation wurde von der ersten bis zur dritten Staffel von der Scalamedia und die der vierten Staffel von der SDI Media in München erstellt. Maren Rainer, Julia Haacke, Solveig Duda, Stephanie Kellner, Tanja Hemm, Gabrielle Pietermann, Kathrin Gaube, Natascha Schaff und Inez Günther schrieben die Dialogbücher, Rainer und Duda führten zudem die Dialogregie.
| Rolle            | Schauspieler         | Hauptrolle Episode | Nebenrolle Episode  | Synchronsprecher     |
| ---------------- | -------------------- | ------------------ | ------------------- | -------------------- |
| Teddy Duncan     | Bridgit Mendler      | 1.01–4.21          |                     | Farina Brock         |
| Amy Duncan       | Leigh-Allyn Baker    | 1.01–4.21          |                     | Carin C. Tietze      |
| Gabe Duncan      | Bradley Steven Perry | 1.01–4.21          |                     | Julian Rehrl         |
| Charlie Duncan   | Mia Talerico         | 1.01–4.21          |                     |                      |
| Bob Duncan       | Eric Allan Kramer    | 1.01–4.21          |                     | Walter von Hauff     |
| PJ Duncan        | Jason Dolley         | 1.01–4.21          |                     | Hannes Maurer        |
| Spencer Walsh    | Shane Harper         |                    | 1.01–4.21           | Roman Wolko          |
| Emmett           | Micah Williams       |                    | 1.01–4.21           | Johannes Wolko       |
| Estelle Dabney   | Patricia Belcher     |                    | 1.01–4.21           | Angelika Bender      |
| Ivy Wentz        | Raven Goodwin        |                    | 1.03–4.19           | Natalie Löwenberg    |
| Mary Lou Wentz   | Ellia English        |                    | 1.03–4.19           | Susanne Wirtz        |
| Jake             | Tucker Albrizzi      |                    | 1.08–4.15           | Lenny Peteanu        |
| Skyler           | Samantha Boscarino   |                    | 1.20–2.17 4.17–4.21 | Marcia von Rebay     |
| Jo Keener        | Genevieve Hannelius  |                    | 1.11–2.05           |                      |
| Alice Wartheimer | Hayley Holmes        |                    | 1.06–1.19           | Marieke Oeffinger    |
| Debbie Dooley    | Ericka Kreutz        |                    | 2.16–4.20           | Inez Günther         |
| Kelsey           | Coco Jones           |                    | 3.15–4.14           | Gabrielle Pietermann |
| Toby Duncan      | Logan Moreau         |                    | 4.01–4.21           |                      |
| Beau Landry      | Luke Benward         |                    | 4.07–4.16           | Max Felder           |

## Ausstrahlung

### Staffelüberblick
| Staffel | Episoden | Erstausstrahlung (USA) Disney Channel | Erstausstrahlung (Deutschland) Disney Channel |
| ------- | -------- | ------------------------------------- | --------------------------------------------- |
| 1       | 26       | 4. April 2010 bis 30. Januar 2011     | 7. Mai 2010 bis 8. Mai 2011                   |
| 2       | 30       | 20. Februar bis 27. November 2011     | 27. Mai 2011 bis 23. Dezember 2011            |
| 3       | 23       | 6. Mai 2012 bis 20. Januar 2013       | 11. Oktober 2012 bis 2. März 2013             |
| 4       | 21       | 28. April 2013 bis 16. Februar 2014   | 30. September 2013 bis 6. Dezember 2014       |

### Fernsehfilm
Am 11. Juli 2010 wurde ein Disney Channel Original Movie zur Serie angekündigt. Der Film dreht sich um das Weihnachtsfest der Duncans. Das Drehbuch wurde von Geoff Rodkey geschrieben und Arlene Sanford führte Regie. Der Film trägt den Titel Good Luck Charlie, It’s Christmas! und wurde am 2. Dezember 2011 in den USA erstausgestrahlt. In Deutschland wurde er am 25. Dezember 2011 im deutschen Disney Channel ausgestrahlt.

## Trivia
- Der letzte Ausschnitt aus dem Videotagebuch jeder Folge wird mit dem Satz Viel Glück, Charlie! (englisch: Good luck Charlie!) beendet.
- Am Ende fast jeder Folge werden vorangegangene Situationen aufgegriffen und teilweise ins Unrealistische und Witzige gezogen.
- Das Set, an dem "Meine Schwester Charlie" gedreht wurde, war zuvor der Drehort von "Hannah Montana".

- In der Folge "Duncan gegen Duncan", sagt Amy, dass sich Bob bei ihr 162 mal entschuldigt hat. In dieser Folge entschuldigt sich Amy zum ersten Mal bei Bob.

## Auszeichnungen
| Tabellarische Übersicht der Auszeichnungen und Nominierungen | Tabellarische Übersicht der Auszeichnungen und Nominierungen | Tabellarische Übersicht der Auszeichnungen und Nominierungen | Tabellarische Übersicht der Auszeichnungen und Nominierungen                         | Tabellarische Übersicht der Auszeichnungen und Nominierungen |
| Jahr                                                         | Auszeichnung                                                 | Für                                                          | Kategorie                                                                            | Resultat                                                     |
| ------------------------------------------------------------ | ------------------------------------------------------------ | ------------------------------------------------------------ | ------------------------------------------------------------------------------------ | ------------------------------------------------------------ |
| 2010                                                         | Teen Choice Award                                            | Bridgit Mendler                                              | TV Breakout Star Female                                                              | Nominiert                                                    |
| 2010                                                         | Popstar! Magazine                                            | Bridgit Mendler                                              | Female Newcomer                                                                      | Gewonnen                                                     |
| 2010                                                         | J-14 Teen Icon Awards                                        | Bridgit Mendler                                              | Icon of Tomorrow                                                                     | Nominiert                                                    |
| 2011                                                         | Young Artist Award                                           | Bradley Steven Perry                                         | Best Performance in a TV Series (Comedy or Drama) Supporting Young Actor             | Nominiert                                                    |
| 2011                                                         | Young Artist Award                                           | Ryan Newman                                                  | Best Performance in a TV Series (Comedy or Drama) Guest Starring Young Actress 11–15 | Nominiert                                                    |
| 2011                                                         | Young Artist Award                                           | Tucker Albrizzi                                              | Best Performance in a TV Series – Guest Starring Young Actor Ten and Under           | Gewonnen (unentschieden mit Parker Contreras)                |

## Belege
1. ↑  Robert Seidmann: Guter Start für „Meine Schwester Charlie“ in den USA. TVbyTheNumbers, 6. April 2010, archiviert vom Original am 12. April 2010; abgerufen am 11. April 2010.  Info: Der Archivlink wurde automatisch eingesetzt und noch nicht geprüft. Bitte prüfe Original- und Archivlink gemäß Anleitung und entferne dann diesen Hinweis.
2. ↑  „Good Luck Charlie,“ is picked-up for second season, plus a Disney Channel Original Movie. (DOC; 102 kB) disneychannelmedianet.com, archiviert vom Original am 16. Dezember 2013; abgerufen am 30. März 2011.  Info: Der Archivlink wurde automatisch eingesetzt und noch nicht geprüft. Bitte prüfe Original- und Archivlink gemäß Anleitung und entferne dann diesen Hinweis.
3. 1 2  'Shake It Up' and 'Good Luck Charlie' to Both Appear in This Year's Disney Channel Crossover Event. thedisneyflame.blogspot.com, archiviert vom Original am 8. Juli 2011; abgerufen am 30. März 2011.
4. ↑  Bill Gorman: 'Good Luck Charlie' Renewed By Disney Channel For A Third Season. TV by the Numbers, 29. August 2011, archiviert vom Original am 12. September 2011; abgerufen am 30. August 2011.  Info: Der Archivlink wurde automatisch eingesetzt und noch nicht geprüft. Bitte prüfe Original- und Archivlink gemäß Anleitung und entferne dann diesen Hinweis.
5. ↑  DISNEY CHANNEL ORDERS A FOURTH SEASON OF HIT COMEDY SERIES „GOOD LUCK CHARLIE“
6. ↑  Nellie Andreeva: Disney Channel’s ‘Good Luck Charlie’ To End Its Run. In: Deadline.com. 11. Juni 2013, abgerufen am 12. Juni 2013.
7. ↑  Bob DAmico: Bridgit Mendler: 'Good Luck Charlie' Series Finale Airs Sunday, Feb. 16th! In: JustJaredJr.com. 21. Januar 2014, abgerufen am 25. Januar 2014.
8. ↑  Meine Schwester Charlie. In: Deutsche Synchronkartei. Abgerufen am 9. Februar 2012.
9. ↑  'Good Luck Charlie' gets renewed, movie. hollywoodreporter.com, archiviert vom Original am 15. Juli 2010; abgerufen am 29. März 2011.  Info: Der Archivlink wurde automatisch eingesetzt und noch nicht geprüft. Bitte prüfe Original- und Archivlink gemäß Anleitung und entferne dann diesen Hinweis.
10. ↑  Disney Channel to make Good Luck Charlie movie in the vein of National Lampoon's Vacation. filmtelevisionauditions.com, archiviert vom Original am 21. September 2011; abgerufen am 29. März 2011.  Info: Der Archivlink wurde automatisch eingesetzt und noch nicht geprüft. Bitte prüfe Original- und Archivlink gemäß Anleitung und entferne dann diesen Hinweis.
11. ↑  Bill Gorman: "Good Luck Charlie, It's Christmas!," A Disney Channel Original Movie Premieres Friday, December 2. TV by the Numbers, 24. Oktober 2011, archiviert vom Original am 26. Oktober 2011; abgerufen am 24. Oktober 2011.  Info: Der Archivlink wurde automatisch eingesetzt und noch nicht geprüft. Bitte prüfe Original- und Archivlink gemäß Anleitung und entferne dann diesen Hinweis.
12. ↑  Meine Schwester Charlie UNTERWEGS – Der Film: Deutschland Premiere (Seite nicht mehr abrufbar, festgestellt im Mai 2019. Suche in Webarchiven)  Info: Der Link wurde automatisch als defekt markiert. Bitte prüfe den Link gemäß Anleitung und entferne dann diesen Hinweis.
13. ↑  32nd Annual Young Artist Awards. youngartistawards.org, abgerufen am 29. März 2011.